# A Champion Loser
A Champion Loser è un cortometraggio muto del 1920 diretto da Charles Reisner.

## Produzione
Il film fu prodotto dall'United States Moving Picture Corporation (con il nome Rainbow Comedies).

## Distribuzione
Distribuito dall'Universal Film Manufacturing Company, il film uscì nelle sale cinematografiche USA il 5 aprile 1920.